# 慈寿寺
慈寿寺（じしゅじ）は、中華人民共和国福建省莆田市涵江区にある仏教寺院。

## 歴史
唐の乾符3年（876年）、妙応により創建された。当時は伏虚庵と称した。光啓2年（886年）、僖宗により「慈寿禅寺」の名を賜った。
北宋の景祐元年（1034年）は寺院を修復した。放目亭・雲濤亭・蒼霞亭・蘸緑亭・石屏軒・松風閣・雲臥堂・白雲堂・海月堂・延寿堂を増築した。
元の至元24年（1287年）、火災で焼失し、至正26年（1366年）、住職の深公に再建される。元末、紅巾の乱の火難で寺は全焼した。
明の洪武11年（1378年）、住職の道杰は法堂・祖師殿を修復する。洪武31年（1398年）、住職の湘江は香積廚・飯堂・僧房を修復する。永楽9年（1411年）、住職の永清は鐘楼・鼓楼・毗盧殿・輪蔵殿を再建した。宣徳8年（1433年）、禅宗に改宗する。
清の光緒10年（1885年）、住職の通源は大雄宝殿（本堂）を修復する。光緒33年（1908年）、源智・慧賢は相次いで禅堂・斎堂・倉庫・客堂・鐘楼・鼓楼・伽藍殿・祖師殿・功徳堂及び左右両廊を建設した。
1932年、住職の化光・証明・妙義は方丈室と山門を再建した。
文化大革命の初め、仏像・法器は徹底的な破壊に遭い、法師は迫害に遭って、僧侶はしかたなく還俗した。1983年、中華人民共和国国務院は仏寺を漢族地区仏教全国重点寺院に認定した。